# Tour de Prince Edward Island
El Tour de Prince Edward Island, conegut també com a Tour de Pei va ser una competició ciclista femenina per etapes que es disputava a l'Illa del Príncep Eduard, al Canadà. Creada al 2007, va durar fins al 2009, i formà part del calendari de l'UCI.

## Palmarès femení
| Any  | Vencedora     | Segona           | Tercera               |
| ---- | ------------- | ---------------- | --------------------- |
| 2007 | Diana Žiliūtė | Olivia Gollan    | Alexandra Burchenkova |
| 2008 | Kori Seehafer | Nathalie Bates   | Trine Schmidt         |
| 2009 | Tara Whitten  | Bridie O'Donnell | Moriah Jo Macgregor   |